# Neurobasis luzoniensis
Neurobasis luzoniensis är en trollsländeart. Neurobasis luzoniensis ingår i släktet Neurobasis och familjen jungfrusländor.

## Underarter
Arten delas in i följande underarter:
- N. l. luzoniensis
- N. l. subpicta